# PGC 6240
PGC 6240 , còn được gọi là AM 0139-655 hoặc Thiên hà Hoa Hồng Trắng , là thiên hà rất lớn và già trong phía nam của Chòm sao Thủy Xà 